# Gladys Tantaquidgeon
Gladys Tantaquidgeon (Uncasville, 1899 - 2005) ha estat una pequot neboda d'Emma Baker i descendent del cap Uncas, remeiera i especialista en herbobotànica. Va ensenyar moltes coses l'antropòleg Frank Speck, el 1931 creà un Museu i treballà per a la BIA fins al 1947. Ha estat membre del Consell tribal i ha lluitat pel reconeixement federal de la tribu.